# Amy C. Smith

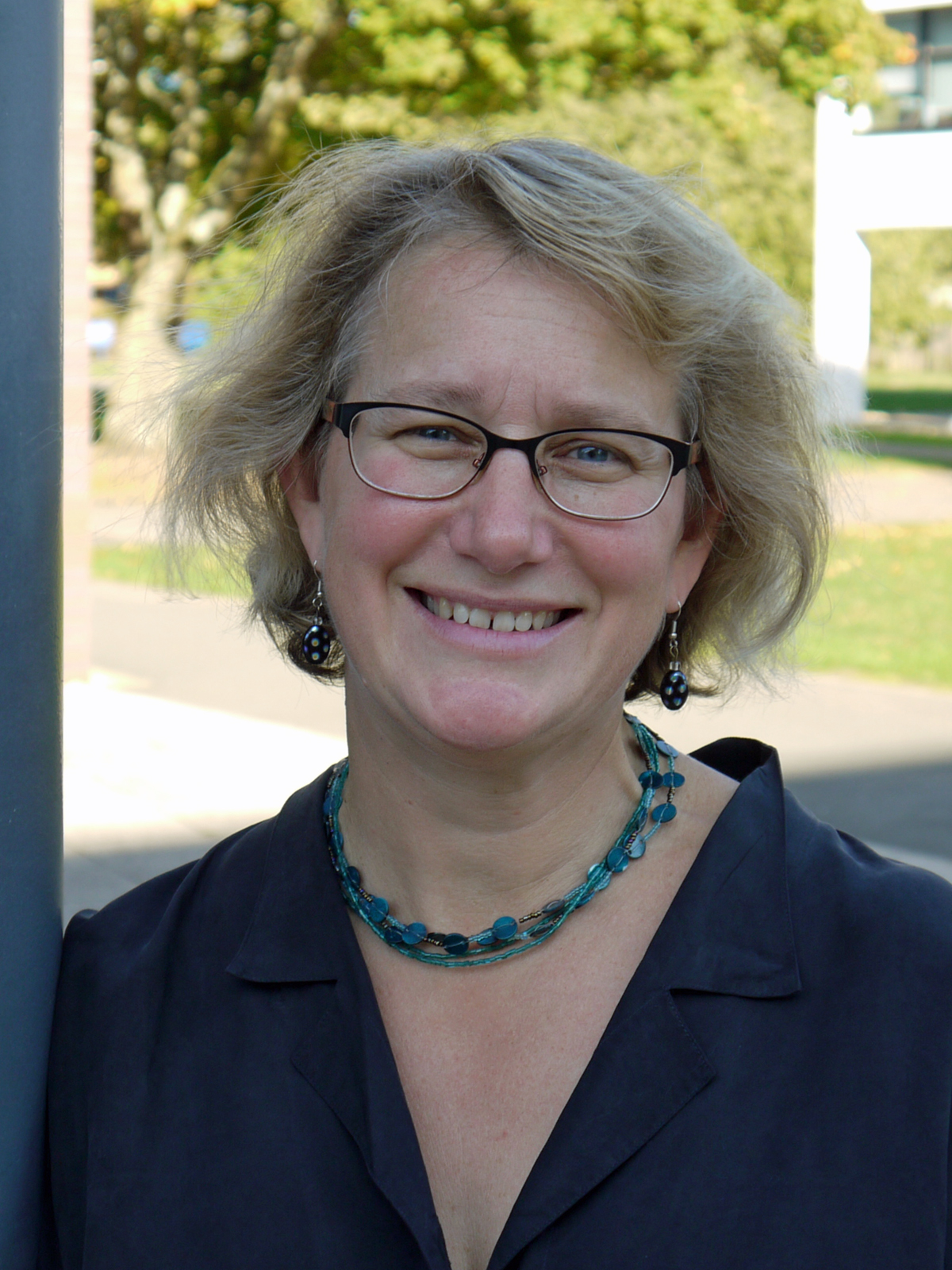
Amy C. Smith

Amy Clair Smith (geboren am 24. September 1966) ist eine amerikanische Klassische Archäologin.
Amy C. Smith studierte Klassische Archäologie zunächst am Dartmouth College in Hanover, New Hampshire, an dem sie den Bachelor of Arts erwarb. Ihre weiteren Abschlüsse machte sie an der Yale University, an der sie 1997 mit einer Arbeit über Personifikationen der griechischen Antike promoviert wurde. Darüber hinaus erhielt sie ihre wissenschaftliche Ausbildung an der American School of Classical Studies at Athens, an deren Ausgrabungen auf der Athener Agora und in Korinth sie teilnahm, an der American Academy in Rome und der American Numismatic Society.
Als Lecturer lehrte sie an der Tufts University, am Boston College und am Massachusetts College of Art and Design in Boston. Als Editorin wirkte sie für das American Journal of Archaeology und das Perseus Project. An der Yale University Art Gallery arbeitet sie als Assistentin des Kurators, bevor sie im Jahr 2000 Kuratorin des Ure Museum of Greek Archaeology und Professorin für Klassische Archäologie an der University of Reading wurde.
Am Ure Museum baute sie ab 2002 die Datenbank zu den Museumsbeständen aus und entwickelte zusammen mit Brian Fuchs vom Max-Planck-Institut für Wissenschaftsgeschichte die Virtual Lightbox for Museums and Archives. Sie soll es ermöglichen, für die Datenbestände relativ kleiner Museen Vergleichsstücke anderer Museen zu erschließen und in Lehre und Forschung zugänglich zu machen. Das Ure Museum diente als Fallstudie beim Aufbau des Projekts. In den Jahren 2004 und 2005 restrukturierte Amy C. Smith die Bestände des Museums und bearbeitete dessen Vasensammlung, die sie 2007 im Rahmen des Corpus Vasorum Antiquorum als Faszikel 23 der britischen Bände veröffentlichte.
Im Jahr 2016 lehrte Amy C. Smith als Gastprofessorin an der American School of Classical Studies in Athen, wo sie den Sommerkurs leitete. Anlässlich der Feierlichkeiten zum 300. Geburtstag von Johann Joachim Winckelmann im Jahr 2017 organisierte sie als Mitglied des Internationalen Komitees der Winckelmann-Gesellschaft zusammen mit Katherine Harloe und anderen Kongresse, Vortragsserien und die Ausstellung Winckelmann in Italy: Curiosity and connoisseurship in the 18th-century gentleman’s study am Christ Church in Oxford. 2017/18 war sie Gastwissenschaftlerin am Humanities Research Centre der Australian National University in Canberra.
Zu den Forschungsinteressen von Amy C. Smith zählen insbesondere die griechische Vasenmalerei und die griechische Ikonographie hinsichtlich ihrer politischen, religiösen und geschlechterspezifischen Bedeutung. Darüber hinaus beschäftigt sie sich intensiv mit Museumssammlungen, der Sammlungsgeschichte, Museumspädagogik und den digitalen Möglichkeiten, Sammlungsinhalte einem neuen Publikum nahezubringen.

## Veröffentlichungen (Auswahl)
- Corpus Vasorum Antiquorum, Great Britain Fascicule 23, Reading Museum Service (Reading Borough Council). Oxford University Press, Oxford 2007.
- als Herausgeberin mit Sadie Pickup: Brill’s Companion to Aphrodite. Brill, Leiden/Boston 2010.
- Polis and Personification in Classical Athenian Art (= Monumenta Graeca et Romana. Band 19). Brill, Leiden 2011.
- als Herausgeberin mit Katherine Harloe u. a.: Winckelmann and Curiosity in the 18th-century Gentleman’s Library. Christ Church Library Exhibitions. Christ Church Publications, Oxford 2018.